# Masaki Fukai
Masaki Fukai (深井 正樹?, Fukai Masaki; Yamanashi, 13 settembre 1980) è un ex calciatore giapponese, di ruolo attaccante.